# 511238 Cuixiangqun
511238 Cuixiangqun este o planetă minoră (asteroid) din centura de asteroizi. A fost descoperită pe 27 noiembrie 2013 la Xuyi County⁠(d) de  și a fost numită după Xiangqun Cui⁠(d). 
Obiectul prezintă o orbită caracterizată de o semiaxă mare de 2,6601357229951 UAi, o excentricitate de 0,034003742642831, o înclinație de 21,516584258371 ° în raport cu ecliptica.